# Паркхерст (город)
Паркхерст (англ. Parkhurst) — город на юге Англии на острове Уайт. Город построен как город-спутник трех больших тюрем: Паркхерст, Камп Хилл и Олбани. В городе поселялись работники тюрем, военные и бывшие заключенные. В тюрьмах Пархерста отбывали наказание ряд известных преступников, в частности Джон Дудди, Йоркширский потрошитель Питер Уильям Сатклифф и близнецы Крей.
По данным 2011 года в городе проживало 5047 человек.